# 贝尔蒙特报告
贝尔蒙特报告（英語：Belmont Report）是由美国全國生物及行為研究人體受試者保護委員會创建的。报告总结了在医学中对人类进行研究的伦理原则和指南。这份报告里面提出来的内容成为了以后美国临床试验中保护受试者的最基本原则。
该报告的正式标题为“贝尔蒙特报告：保护研究对象的伦理原则和准则，国家生物医学和人类行为研究对象保护委员会的报告。 它于1978年9月30日首次发表。1979年在美国《联邦公报》中发布。
《贝尔蒙特报告》以贝尔蒙特会议中心命名，贝尔蒙特会议中心曾经是史密森学会的一部分。
就以人类为对象的研究所涉及的伦理原则和指导方针，《贝尔蒙特报告》做了一个总结。报告确立了三个核心原则：对人的尊重、仁慈和公正。报告还指出了三个主要应用领域：知情同意、风险和效益评估、以及受试者的选择。根据沃尔默（Vollmer）和霍华德（Howard）的说法，将来可能有无法自主决策的受试者，而贝尔蒙特的报告为他们提供了一个积极的解决方案。这样的解决方案又是很难找到。
如今，《贝尔蒙特报告》已成为历史性文件，并为理解美国有关临床实验对象治疗的法规提供了道德框架。